# Родрігу Гоміш
Родрі́гу Ма́ртінш Го́міш (порт. Rodrigo Martins Gomes; нар. 7 липня 2003, Віла-Верде) — португальський футболіст, вінгер англійського клубу «Вулвергемптон Вондерерз».

## Клубна кар'єра

### «Брага»
Футболом почав займатися в клубі «Палмейрас» (Брага), а 2019 року приєднався до академії «Браги». 3 жовтня 2020 року дебютував в основному складі клубу в матчі Прімейра-ліги проти «Тондели», замінивши Франсержіо. 14 грудня вперше вийшов у стартовому складі «Браги» в поєдинку четвертого раунду Кубка Португалії з «Олімпіку де Монтіжу».
19 липня 2021 року підписав новий контракт з «Брагою» до 2026 року, збільшивши положення про викуп з 15 до 35 млн євро. Першу провину сезону 2021–22 провів у резервній команді в Третій лізі. 17 лютого 2022 року дебютував в єврокубках у стиковому матчі плей-оф Ліги Європи УЄФА проти тираспольського «Шерифа». Наступний сезон 2022–23 розпочав у першій команді. 21 серпня 2022 року забив свій перший гол за «Брагу», відзначившись у поєдинку Прімейра-ліги проти «Марітіму».

#### Оренда в «Ештуріл»
4 серпня 2023 року відправився в оренду в клуб Прімейра-ліги «Ештуріл-Прая» до кінця сезону з опцією викупу. Дебютував за «Ештуріл» 13 серпня, вийшовши на заміну Ері Таварішу в матчі Прімейра-ліги проти «Ароки». Свій перший м'яч за «Ештуріл» забив 1 жовтня в матчі Прімейра-ліги у ворота клубу «Віторія» (Гімарайнш), а також віддав гольову передачу. 22 жовтня у поєдинку третього раунду Кубка Португалії проти «Сінтренсі» відзначився дублем. 10 грудня у матчі Прімейра-ліги з «Шевішем» оформив дубль і віддав дві результативні передачі. За підсумками грудня 2023 року, впродовж якого він забив два м'ячі та зробив три гольові передачі в трьох матчах, був визнаний молодим гравцем місяця в Прімейра-лізі. Всього в сезоні 2023–24 провів за «Ештуріл» 36 матчів, в яких забив 9 голів і віддав 8 гольових передач.

### «Вулвергемптон Вондерерз»
12 червня 2024 року перейшов в англійський клуб Прем'єр-ліги «Вулвергемптон Вондерерз». Контракт розрахований до 2029 року, а сума трансферу становила 12,7 млн фунтів стерлінгів. 17 серпня 2024 року дебютував за «Вулвергемптон Вондерерз» в матчі Прем'єр-ліги проти «Арсенала», вийшовши в стартовому складі. 22 грудня в поєдинку Премʼєр-ліги проти «Лестер Сіті» забив свій перший гол за клуб.

## Кар'єра в збірній
Виступав за збірні Португалії до 16, до 17, до 18, до 19, до 20 і до 21 року. В червні 2025 року потрапив в заявку збірної до 21 року на молодіжний чемпіонат Європи в Словаччині. На турнірі провів чотири матчі, відзначившись по голу проти збірних Польщі та Грузії, а його команда дійшла до чвертьфіналу, де поступилась нідерландцям.

## Статистика виступів
Станом на 16 серпня 2025 
| Клуб                    | Сезон             | Чемпіонат         | Чемпіонат | Чемпіонат | Кубок | Кубок | Кубок ліги | Кубок ліги | Єврокубки | Єврокубки | Всього | Всього |
| Клуб                    | Сезон             | Дивізіон          | Матчі     | Голи      | Матчі | Голи  | Матчі      | Голи       | Матчі     | Голи      | Матчі  | Голи   |
| ----------------------- | ----------------- | ----------------- | --------- | --------- | ----- | ----- | ---------- | ---------- | --------- | --------- | ------ | ------ |
| Брага                   | 2020–21           | Прімейра-ліга     | 4         | 0         | 1     | 0     | 1          | 0          | 0         | 0         | 6      | 0      |
| Брага                   | 2021–22           | Прімейра-ліга     | 12        | 0         | 0     | 0     | 0          | 0          | 6         | 0         | 18     | 0      |
| Брага                   | 2022–23           | Прімейра-ліга     | 15        | 1         | 3     | 1     | 3          | 0          | 6         | 0         | 27     | 2      |
| Брага                   | Всього            | Всього            | 31        | 1         | 4     | 1     | 4          | 0          | 12        | 0         | 51     | 2      |
| Брага Б                 | 2021–22           | Терсейра-ліга     | 15        | 5         | —     | —     | —          | —          | —         | —         | 15     | 5      |
| → Ештуріл-Прая          | 2023–24           | Прімейра-ліга     | 30        | 7         | 3     | 2     | 3          | 0          | —         | —         | 36     | 9      |
| Вулвергемптон Вондерерз | 2024–25           | Прем'єр-ліга      | 25        | 2         | 2     | 1     | 1          | 0          | —         | —         | 28     | 3      |
| Вулвергемптон Вондерерз | 2025–26           | Прем'єр-ліга      | 1         | 0         | 0     | 0     | 0          | 0          | —         | —         | 1      | 0      |
| Вулвергемптон Вондерерз | Всього            | Всього            | 26        | 2         | 2     | 1     | 1          | 0          | 0         | 0         | 29     | 3      |
| Всього за кар'єру       | Всього за кар'єру | Всього за кар'єру | 102       | 15        | 9     | 4     | 8          | 0          | 12        | 0         | 131    | 19     |

1. ↑  Матчі в Ліга Європи УЄФА
2. ↑  5 матчів у Лізі Європи УЄФА, 1 матч в Лізі конференцій УЄФА

## Досягнення
- Молодий гравець місяця Прімейра-ліги: грудень 2023[31]